# Ras Ali
Ras Ali (hebrejsky ראס עלי, arabsky رأس علي, v oficiálním přepisu do angličtiny Ras Ali) je vesnice v Izraeli, v Haifském distriktu, v Oblastní radě Zevulun.

## Geografie
Leží v Dolní Galileji, v nadmořské výšce 86 metrů na výrazném pahorku Giv'at Alil, který je ze tří stran ohraničen meandrem vádí Nachal Cipori, nedaleko jeho vtoku do Zebulunského údolí. Na sever od vesnice se terén zvedá k zalesněnému návrší Har Charbi.
Obec se nachází cca 10 kilometrů od břehů Haifského zálivu, cca 83 kilometrů severovýchodně od centra Tel Avivu a cca 15 kilometrů jihovýchodně od centra Haify. Ras Ali obývají izraelští Arabové, přičemž osídlení v tomto regionu je etnicky smíšené. Západně odtud v Zebulunském údolí a v aglomeraci Haify převládají Židé (rovněž na jihu vyrostlo koncem 20. století židovské sídlo Nofit), v pahorcích na východ a severovýchod od vesnice je výrazné zastoupení dalších arabských sídel (například město Šfar'am 4 kilometry odtud).
Ras Ali je na dopravní síť napojen pomocí dálnice číslo 70, ze které sem vychází přes sousední obec Chavalid místní komunikace.

## Dějiny
Vesnice vznikla roku 1927. Tehdy se sem přesunula skupina arabských vesničanů, kteří museli uvolnit své dosavadní pronajaté pozemky v Zebulunském údolí, v prostoru nynějšího města Kirjat Ata, které přešly do židovského vlastnictví.
Většina obyvatel se zabývá zemědělstvím a dojížďkou za prací mimo obec. Základní škola je provozována společně se sousední vesnici Chavalid. Vádí Nachal Cipori je turisticky využíváno. Nacházejí se tu v něm pozůstatky starých vodních mlýnů.

## Demografie
Podle údajů z roku 2014 tvořili naprostou většinu obyvatel v Ras Ali Arabové, konkrétně arabští muslimové. Jde o menší sídlo vesnického typu ale s dlouhodobě rostoucí populací. K 31. prosinci 2014 zde žilo 555 lidí. Během roku 2014 populace stoupla o 3,8 %.
| Rok            | 1983 | 1995 | 2001 | 2003 | 2004 | 2005 | 2006 | 2007 | 2008 | 2009 | 2010 | 2011 | 2012 | 2013 | 2014 |
| -------------- | ---- | ---- | ---- | ---- | ---- | ---- | ---- | ---- | ---- | ---- | ---- | ---- | ---- | ---- | ---- |
| Počet obyvatel | 226  | 312  | 425  | 461  | 491  | 505  | 523  | 540  | 543  | 525  | 523  | 514  | 530  | 535  | 555  |